# Наму-Мё-Хо-Рэн-Гэ-Кё
Наму-Мё-Хо-Рэн-Гэ-Кё (яп. 南無 妙 法 蓮 華 経, англ. Nam(u) Myōhō Renge Kyō, Преданность Таинственному Закону Сутры Лотоса или Слава Сутре Лотоса Высшего Закона) — мантра, исполняемая в качестве центральной практики всех форм буддизма Нитирэн, уделяющих особое внимание изучению Лотосовой сутры (японское название Мё-Хо-Рэн-Гэ-Кё). Мантру называют Даймоку (яп. 題目) или, в почётной форме, О-Даймоку (お題目). Её впервые ввёл через личную практику японский буддийский учитель Нитирэн на 28-й день четвёртого месяца 1253 года нашей эры в Сэйтё-дзи (также называемом Киёсуми-дэра) вблизи Коминато нынешней Тибы, Япония.
Практика распевания Даймоку называется Сёдай (唱題).
Целью пения Даймоку является достижение совершенного и полного пробуждения (бодхи).

## Значение

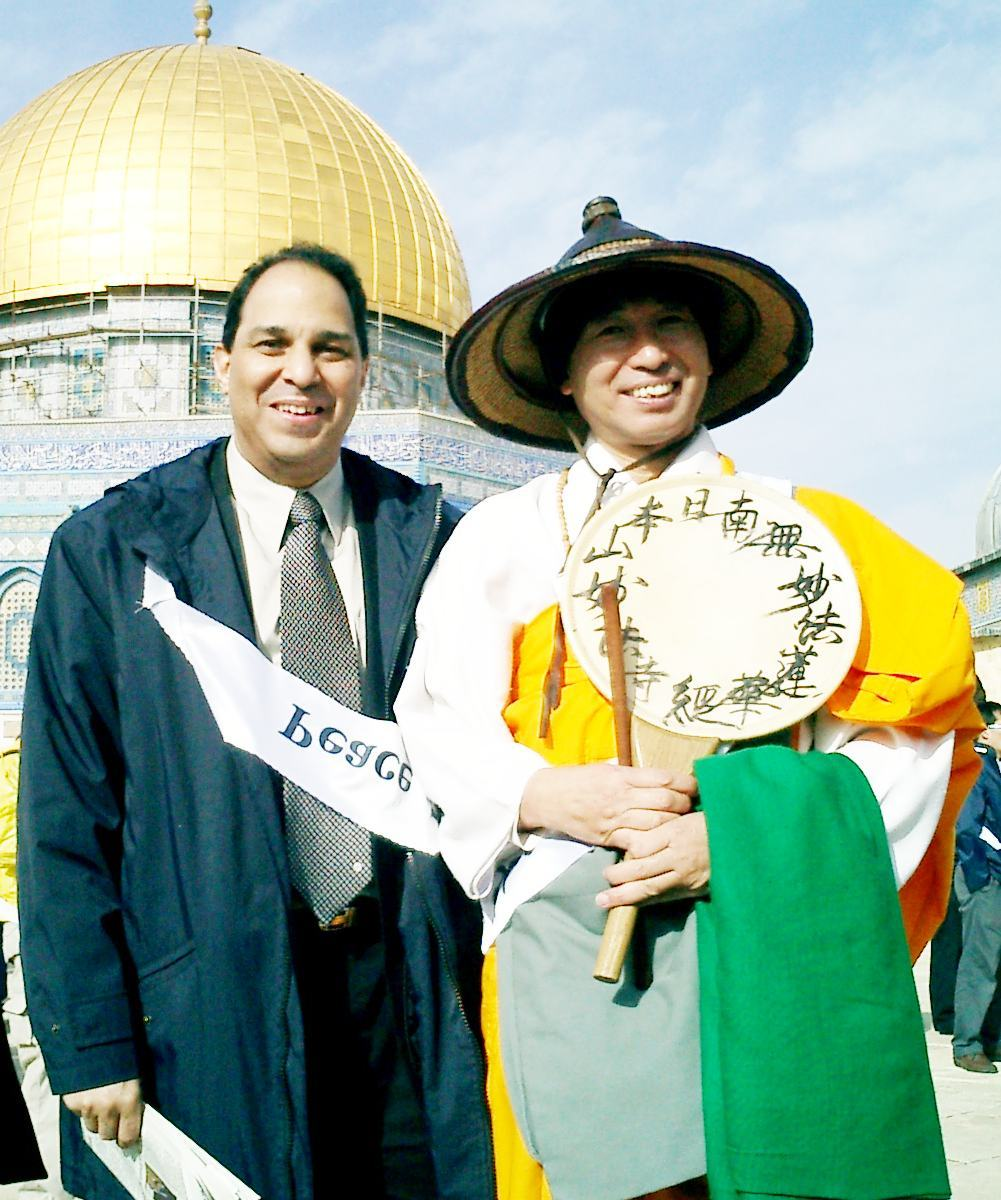
Буддийский монах Тэрасава, Дзюнсэй с Наму-Мё-Хо-Рэн-Гэ-Кё на его барабане. Рядом лидер Межрелигиозной Федерации Вселенского Мира д-р Фрэнк Кауфман. Иерусалим, 2003.

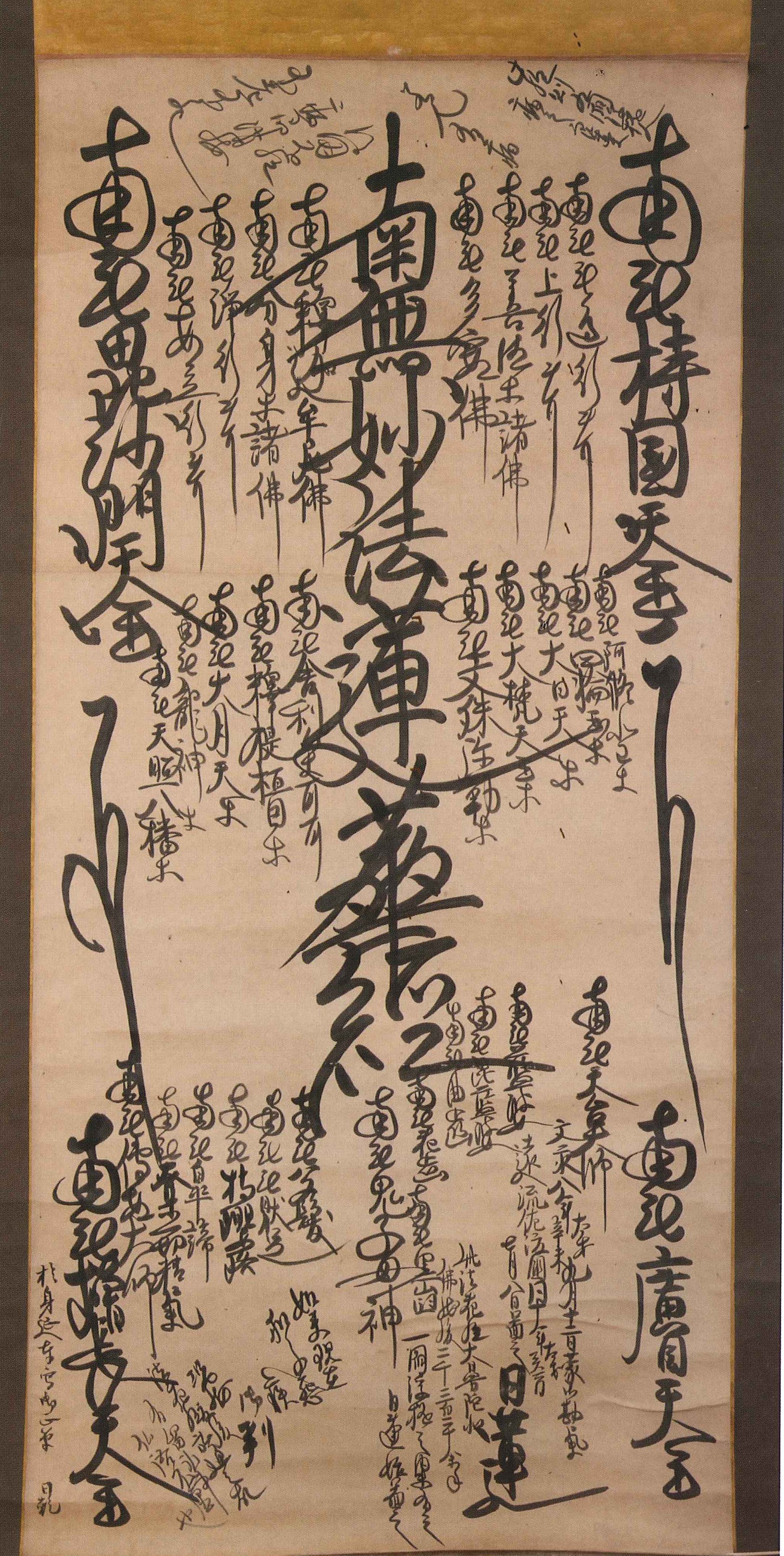
Гохондзон

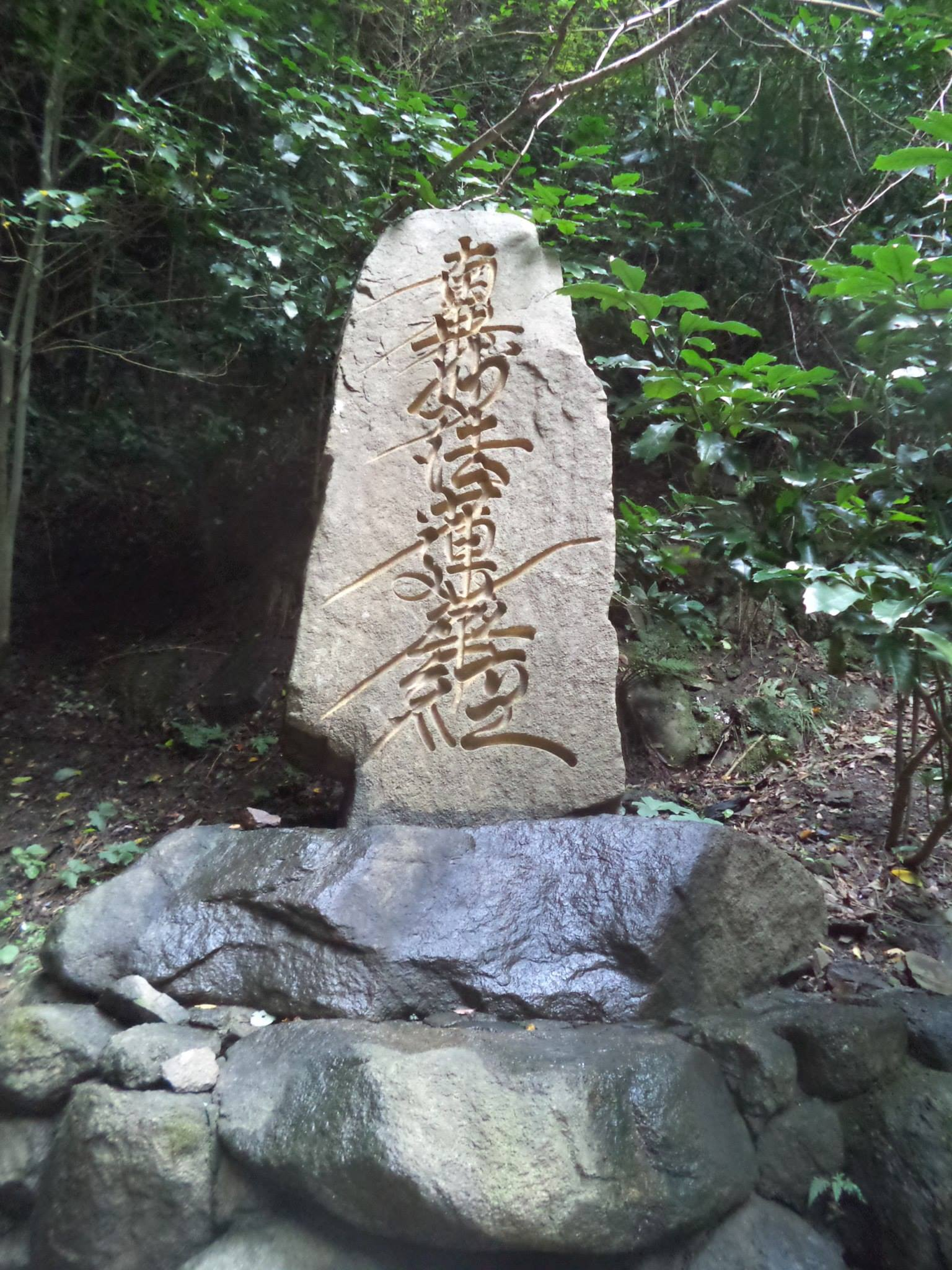
Камень НамуМёХоРэнГэКё

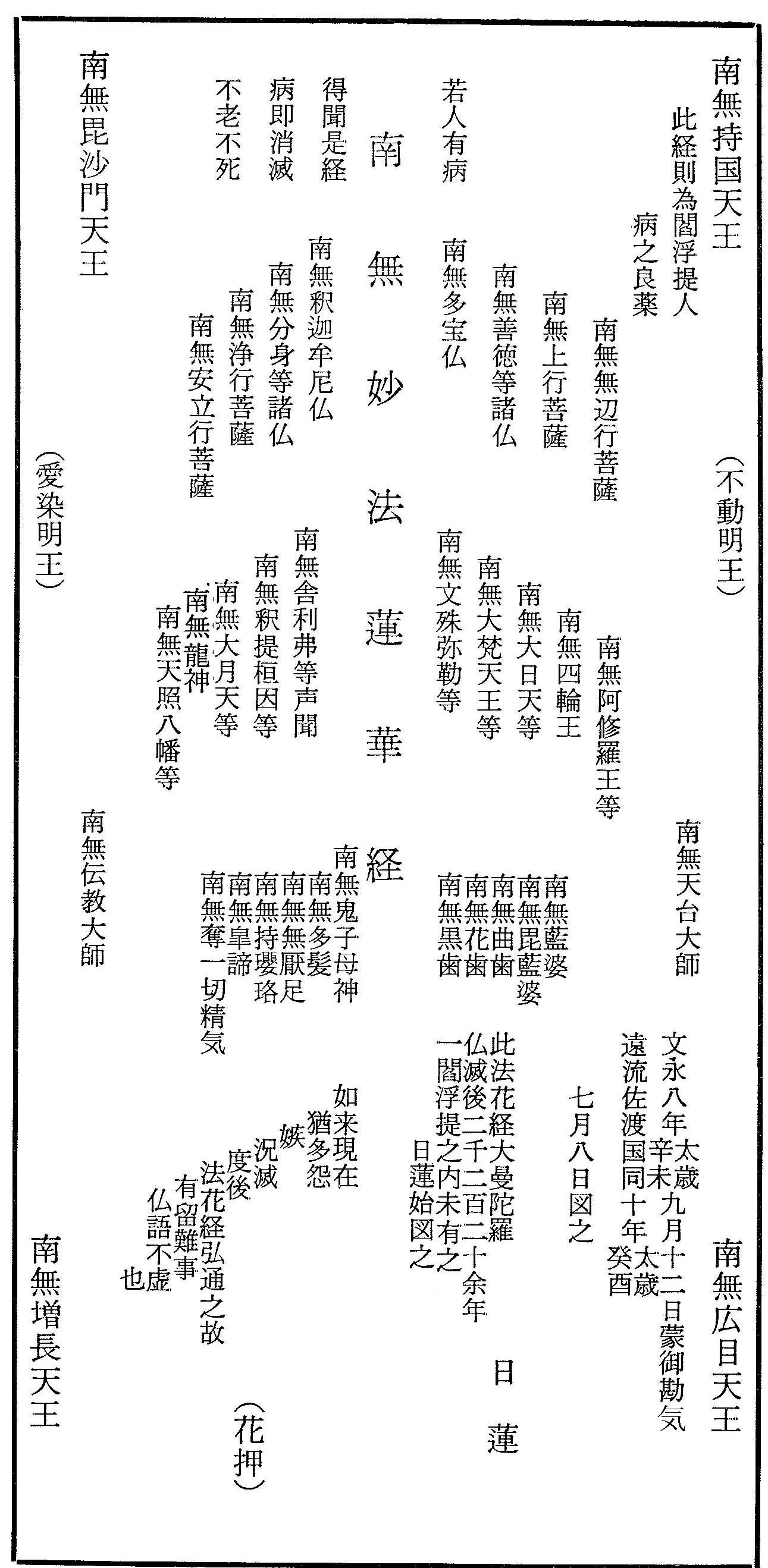
Схема каллиграфии Гохондзона

Как Нитирэн объяснил мантру в его Онги Кудэн (御義口傳), "наму" (南無) является транслитерацией на японский язык санскритского намас, и "мё-хо-рэн-гэ-кё" (妙法蓮華経) является японским произношением китайского названия Лотосовой Сутры в переводе Кумараджива (отсюда Даймоку, что является японским словом со значением заголовок).
南無 — Наму (от санскр. Намас) — преданность
妙 — Мё: — тайна, чудо, разум
法 — Хо — закон, учение
蓮 — Рэн — лотос
華 — Гэ — цветок
経 — Кё: — сутра или учение
Эти символы написаны в центре Гохонзона — мандалы, почитаемой большинством нитирэн-буддистов.
Иероглифы 南無 妙 法 蓮 華 経 (Наму-Мё-Хо-Рэн-Гэ-Кё) также написаны по краям мембран специальных барабанов для монашеской миротворческой практики, которой уделил должное внимание Махатма Ганди.
Встречаются и камни разного размера с высеченной на них каллиграфией
南
無
妙
法
蓮
華
経
Точная интерпретация Наму-Мё-Хо-Рэн-Гэ-Кё, произношение, и его положение в буддийской практике немного отличается среди многочисленных школ Нитирэн-буддизма, но Я беру прибежище в удивительном законе Сутры цветка лотоса может служить универсальным переводом.